# ヒメジャコ
ヒメジャコ（姫硨磲、学名Tridacna crocea）はシャコガイ科に属する二枚貝の1種で、シャコガイ類の中では小型の種。「ヒメシャコガイ」と呼ばれることもある。

## 分布
主な分布域は奄美群島以南、オーストラリア北東岸にかけての熱帯西太平洋。

## 形態
貝殻
殻長約15cm以下。前後にやや長く、左右の殻は膨らむ。表面に7条程度のゆるやかな放射肋が広がり、それらの上を波形の成長脈が密に描かれる。左右の殻が閉じられるときは、貝殻の縁が組み合わされる。表面は淡い紅色を帯びることが多い。内面は白色。殻頂の前側には、足糸孔が広く開く。靭帯は殻頂の後ろ側にある。
軟体部
オオシャコガイ属特有の構造をもつ。ザルガイ科のような頑丈な足は持たず、かわりに足糸をもって、サンゴに付着する。したがって前部閉殻筋は退化している。外套膜は青色で、管のような水管はもたず、かわりに吸水孔が前方に開き、排水孔は中央やや後方寄りに突き出る。後部閉殻筋は殻のほぼ中央部近くにある。鰓は蝶番近くから前方にかけて伸びる。外套膜に褐虫藻をすまわせて、その部分を広く日光側へさらせるように、出水孔と殻頂の間が広く離れている点が、ザルガイ科の他の貝と異なる。

## 生態
外套膜表皮の下部にゾーザンテラを共生させる。藻類が光合成で産生した栄養分をもらって暮らす。琉球石灰岩、キクメイシやハマサンゴに埋没して生活し、昼は貝殻を開いて腹を上に向け、日光浴をする。
こどものころはすべてオス。大きくなると雌雄同体になる。春に水温上昇とともに生殖巣が成長し、夏季に産卵すると考えられるが、台風による影響を受けることもある。受精した卵は20時間程度でD型幼生となる。一週間ほど浮遊生活したのち、変態して初期殻頂期となり、底生生活をするようになる。その後一週間以内に共生藻を取り込む。稚貝は適当なサンゴのくぼみに入り、生後数か月、殻長4mm以上に達すると、自力で穿孔を始めると考えられる。約3年後に殻長約5cmに成長し、このころ雌雄同体となって産卵に参加する。放精にはより若い段階から参加する。

## 人との関係
江戸時代後期の武蔵石壽著「目八譜」には「姫車渠」として紹介されている。ヒメジャコは美味しく、沖縄で漁獲され、養殖も行われている。